# Meu (Einheit)
Das Méu ein chinesisches Flächen- und Feldmaß.
- 1 Méu = 6,7335 Ar
  - 1/4 Méu = 1 Kio = 1,68 Ar
- Shanghai:  1 Méu = 6,7440 Ar